# My Little Airport
Pour les articles homonymes, voir Airport.
My Little Airport est un groupe d'indie pop hongkongais.  En 2001, My Little Airport établit le label Harbour Records avec quatre autres groupes indépendants, et c'est ici que le groupe sort son premier album, The OK Thing to Do on Sunday Afternoon is to Toddle in the Zoo, en 2004. En 2006, dans l'espoir d'élargir son public, My Little Airport rejoint le label espagnol Elefant Records (parallèlement à Harbour Records).
Outre The OK Thing to Do on Sunday Afternoon is to Toddle in the Zoo, le groupe sort 只因當時太緊張 (2005), We Can't Stop Smoking in the Vicious and Blue Summer (2007), Poetics - Something Between Montparnasse and Mong Kok (2009) et Hong Kong is One Big Shopping Mall (2011) et 寂寞的星期五 (2012).

## Biographie

### Débuts
Le groupe est formé en 2001 par Ah P (clavier casio et guitare) et Nicole (chant), alors étudiants en journalisme à l'université Shu Yan College. Durant certains concerts, Fall Tin (batterie) et Chan Wing-yin (la basse de 22 Cats, autre groupe hongkongais) se joignent au groupe, ainsi que, plus occasionnellement, Ah Suet (qui récite des poèmes de sa propre composition, dans un français hérissé de fautes de grammaire) ou la petite sœur de Nicole (chœurs).
Les trois premiers albums peuvent presque se lire comme un bildungsroman allemand permettant de suivre l'apprentissage de la vie d'Ah P et de son entourage : The OK Thing to do on Sunday Afternoon is to Toddle in the Zoo (2004) s'attarde donc avant tout sur les premières amitiés (Coka, I'm Fine), les premiers émois amoureux (You don't Want to Be My Girlfriend Phoebe) et les premières séparations (« edward, had you ever thought that the end of the world would come on 20.9.01? »), le tout chanté sur un mode déconcertant de simplicité mais où l'ironie n'est jamais très loin. 
Trois années plus tard, en 2007, We Can't Stop Smoking in the Vicious and Blue Summer, le troisième opus, évoque les difficultés liées à l'entrée dans le monde du travail (畢業變成失業, Diplômé et au chômage ; 悲傷的採購, La Tragédie du métier d'acheteur), tout en reconnaissant la dette du groupe envers ses modèles (en l'occurrence: à Serge Gainsbourg, à qui est dédiée la chanson 美孚根斯堡與白田珍寶金, Le Gainsbourg de Mei Foo et la Birkin de Pak Tin)- si précieux pour ne pas perdre la foi en ces temps difficiles (indie悲歌, élégie à la musique indépendante) - ainsi qu'envers la culture française en général (« j'ai peur », « je pense à toi »). Entre-temps, la nervosité des mélodies pop-punk du second album (只因當時太緊張, 2005) avait su évoquer avec une certaine éloquence les turbulences de l'adolescence au travers de chansons touchant aussi bien aux questions de sexe (« i don't know how to download good av like iris does » ou encore 只因當時太緊張, soit Car j'étais trop nerveux à l'époque), que de suicide (失落沮喪歌 ou Chanson de la dépression, inspiré du roman de l'écrivain japonais Dazai Osamu intitulé La Déchéance d'un homme) ou de subversion - qui n'est encore que musicale (就當我是張如城 ou Et si j'étais Zhang Ru Cheng, du nom d'un chanteur qui, à l'époque, est le sujet des tabloïds et des forums de discussion de la ville).

### La Commune de Hong Kong
C'est en effet en 2009 qu'Ah P commence à écrire des chansons ouvertement politiques, la première étant adressée à Stephen Lam (瓜分林瑞麟三十萬薪金 ou Stephen Lam, pourquoi ne pas partager ton salaire de 3000000HK$ ?), secrétaire aux affaires constitutionnelles et, à ce titre, responsable de la - lente - démocratisation du système politique hongkongais ; l'autre à Donald Tsang (Donald Tsang, Please Die), le chef de l'exécutif hongkongais ayant tenu des propos controversés sur le massacre de Tiananmen. Elles comptent parmi les chansons des Poetics – Something Between Montparnasse and Mongkok, le quatrième opus aux tendances folk rock du groupe, paru à l'hiver 2009 et qui se caractérise par la plus grande présence vocale d'Ah P. 
Un cinquième album intitulé Hong Kong is One Big Shopping Mall est sorti en août 2011. Les mélodies se font plus apaisées et le propos plus philosophique (九龍公園游泳池 ou La piscine de Kowloon Park, 西西弗斯之歌 ou La chanson de Sisyphe, inspiré d'une lecture d'Albert Camus) et littéraire (Milan, dont le contenu est directement tiré d'une nouvelle de Milan Kundera : Le Jeu de l'auto-stop ; ou encore 給金鐘地鐵站車廂內的人, Aux usagers du métro de la station d'Admiralty, parabole sur la société hongkongaise et ses contradictions). 
La chanson intitulée 公司裁員三百人 (300 licenciements dans l'entreprise) commence par l'annonce, sur une note déprimée, d'un nouveau plan de licenciements et se termine par un appel désespéré et pour le moins inattendu de l'un des employés concernés : « je veux que vous me licenciiez, je veux que vous me licenciiez ; mais vous limogez toujours les mauvaises personnes, je suis celle qui mérite le plus d'être licenciée ! je veux que vous me licenciiez. » Déclamés par la voix ouatée de Nicole, ces textes à la mélancolie capricante et rieuse font une nouvelle fois mouche auprès de la jeunesse hongkongaise, orpheline de ses rêves et de plus en plus consciente de l'absurdité de ces vies vécues à l'ombre stérile des centres commerciaux qui ont envahi son paysage. L'album est également classé troisième meilleur album en cantonais de l'année 2011 par le portail Sina weibo.

### 寂寞的星期五et nouveaux albums
Sorti le 19 octobre 2012, le sixième album du groupe, 寂寞的星期五 (La solitude du vendredi), est présenté par Ah P sur son Facebook comme « une sorte de libération ». Devant l'absence de Dieu (爺就是一名辭職撚 ou Dieu n'est qu'un tir au flanc), l'impossibilité du trio amoureux (回到中學的暑假 ou Retour à l'été du lycée ; 寂寞的星期五 ou la solitude du vendredi) et l'insatisfaction généré par les ersatz du plaisir amoureux (憂傷的嫖客 ou La déprime du client de prostituées), la conclusion est inévitable : l'Homme est condamné à la solitude. Il est également condamné à disparaître, et la mort est d'ailleurs l'un des principaux thèmes abordés dans cet album, notamment avec le titre qui l'ouvre. 我們一起離開吧 (ou Partons ensemble), est dédiée à leur ami William « Outcast » Chan, atteint d'un forme rare de cancer de la peau et dont les jours sur terre sont comptés. La politique n'est jamais loin : dans 牛頭角青年 ou Les Jeunes de Ngau Tau Kok (dans laquelle Godard est cité dans le texte), le groupe se lamente de l'apathie persistante d'une partie de la jeunesse hongkongaise. L'album se clôt par 悼二零一二年的夏, ou À la mémoire de l'été 2012, poème qui évoque la mort (une nouvelle fois), dans des conditions suspectes, de l'ancien activiste de Tiananmen, Li Wangyang.
En 2014 sort l'album The Right Age for Marriage (Harbour Records), suivi deux ans plus tard, en 2016, par Fo tan lai ki. 
En 2018 sort “你說之後會找我” (“tu m’avais dit que tu viendrais me trouver”). L’album consiste en une variation sur le thème du “We will be back”, slogan par lequel les principaux acteurs du mouvement des parapluies s’étaient retirés à l’issue de leur campagne de 79 jours. L’album consiste en 12 chansons en grande partie inspirées du sentiment de déception lié à une attente qui ne finit pas. En 2021, deux ans après le mouvement contre la loi sur l’extradition et un an après l’imposition de la très controversée Loi sur la sécurité nationale, My Little Airport sort “SABINA之淚” (“Les larmes de SABINA”). Plusieurs chansons sont directement en lien avec le mouvement social : 今夜雪糕 (Une crème glacée cette nuit), dédié aux jeunes protestataires et qui s’ouvre sur une citation du Lacrimosa (Mozart) ; K同學 (camarade K) et 煙 (fumée) qui traite de la répression en cours. En revanche, 吳小姐 (Mademoiselle Ng), composée durant le mouvement, et qui raconte la journée d’une employée de banque qui décide de rejoindre le mouvement, ne figure pas dans l’album. M Il est possible que My Little Airport ait préféré ne pas risquer attirer l’attention de la police pour la “securite nationale”, dont l’interprétation des menaces à ladite sécurité est notoirement large.

## Paroles
Qu'elles soient écrites en anglais ou en chinois, les paroles du groupe (pour la grande majorité composées par Ah P) sont marquées par ses origines, puisque, comme les articles de journaux, beaucoup d'entre elles répondent aux questions « qui ? », « quoi ? », « quand ? », « où ? ». Les thèmes abordés sont divers, mais la plupart des chansons s'adressent à des amis du groupe et narrent leurs petits tourments quotidiens. En témoignent Josephine's Shop, Leo, Are You Still Jumping Out the Window with Expensive Clothes, Victor, Fly Me to Stafford ou encore Coka, I'm Fine dont les scènes sont généralement situées à Kowloon (Mei Foo, Lai Chi Kok, Shek Kip Mei, Kowloon Tong, etc.), le lieu de résidence des modestes héros qui peuplent des chansons tout à la fois à la fois poppy, naïves, ironiques et occasionnellement irrévérencieuses.

## Discographie
- 2004 : The OK Thing to do on Sunday Afternoon is to Toddle in the Zoo (Harbour Records)
- 2005 : 只因當時太緊張 (Harbour Records)
- 2007 : Zoo is Sad, People are Cruel (Elefant Records)
- 2007 : We Can't Stop Smoking in the Vicious and Blue Summer (Harbour Records)
- 2009 : Poetics, Something Between montparnasse and Mong Kok (Harbour Records)
- 2011 : Hong Kong is One Big Shopping Mall (Harbour Records)
- 2012 : 寂寞的星期五 (Harbour Records)
- 2014 : The Right Age for Marriage (Harbour Records)
- 2016 : Fo tan lai ki (Harbour Records)